# Angus Young
Angus McKinnon Young (Glasgow, 31 de março de 1955) é um guitarrista e compositor escocês naturalizado na Austrália, conhecido por ser guitarrista solo, compositor, líder e co-fundador da banda de hard rock australiana AC/DC. No ano de 2003, foi introduzido juntamente de Malcolm Young, Brian Johnson e outros membros do AC/DC no Rock and Roll Hall of Fame. É conhecido no mundo inteiro por sua performance extremamente energética nos palcos durante shows, seu tradicional uniforme escolar, que acabou virando símbolo da banda e por realizar a popular 'Duckwalk', dança inventada pela lenda musical, Chuck Berry. Foi considerado o 24.º melhor guitarrista de todos os tempos pela revista norte-americana Rolling Stone. Seu modelo de guitarra elétrica predileta é a Gibson SG, primeira guitarra que ganhou na Austrália, Angus continua fiel ao modelo há mais de 40 anos de carreira. Um dos maiores guitarristas da história do Rock and Roll e considerado pela grande maioria o maior riffer de todos os tempos. É autor de célebres riffs de guitarra, como "Highway to Hell", "Shoot to Thrill", "Riff Raff", "Black Ice", "T.N.T.", "Let There Be Rock", "Hells Bells", "Rock 'N Roll Train", "Thunderstruck", entre outros.

## Biografia
Angus Young nasceu em Cranhill, Glasgow. É o mais novo de uma família de sete irmãos, filho de William Young (1911–1985) e Margaret Young (1913–1988), sempre foi apaixonado pela música, principalmente pelo rock'n'roll. Com isso, Angus começou a tocar violão quando tinha apenas 7 anos de idade. Aos 15 anos de idade, decidiu abandonar os estudos. Em 1963, aos 8 anos, se mudou com sua família para viver na cidade de Sydney, uma das mais populosas da Austrália. Seu vizinho tinha um violão e Angus costumava tocar sempre que o visitava. Seu primeiro violão, no entanto, foi um banjo que pertencia à sua família, em que ele mudou a afinação. Depois, passou para a guitarra, quando ganhou uma Gibson SG. Segundo pessoas que conviviam com o músico, ele era tão viciado no instrumento que por onde ia, era acompanhado dele. Antes de formar o AC/DC com seu irmão, Malcolm Young, Angus tocou num grupo chamado Kantuckee, e que a banda tinha como formação o Bob McGlynn (vocal), Jon Stevens (baixo) e o próprio na guitarra, mas acabou fazendo pouco sucesso e sem futuro. Foi a primeira banda a gravar uma fita demo para Stevie Wrights, classicamente conhecido como "Evie", num pedido de George Young.
A banda cresceu e mudou o nome para Tantrum, com outro vocal, Mark Sneddon.

### AC/DC

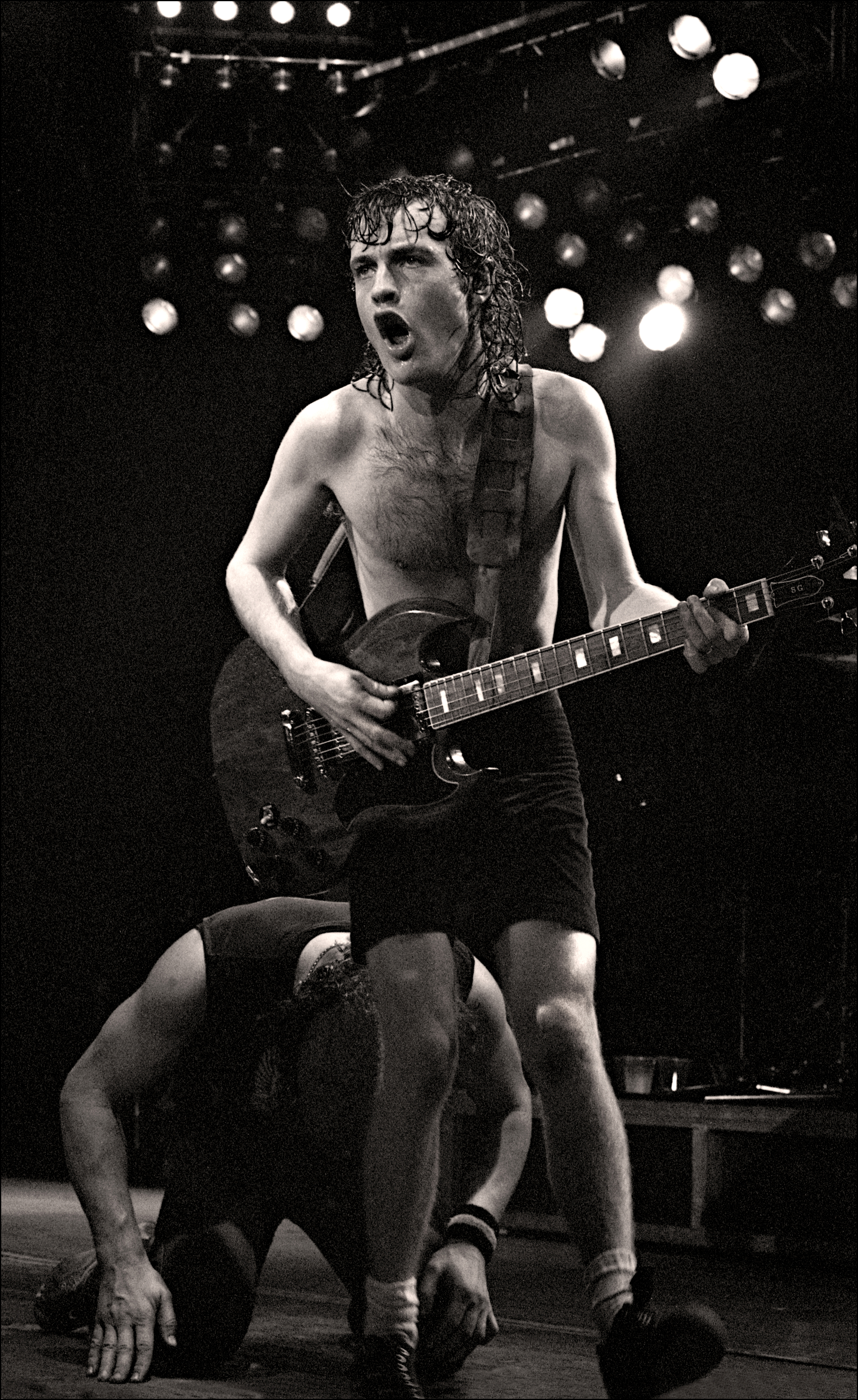
Angus em 1982

Após tocar com a banda por um tempo, Angus desenvolveu a imagem de Schoolboy (garoto de escola). Antes de ter a imagem de Schoolboy, Angus tentou outras imagens como Spider-Man, Zorro, Gorilla e uma paródia do Superman, nomeado de Super-Ang. A imagem de Schoolboy veio a ser uma marca registrada de Angus Young. O uniforme original foi retirado de sua escola secundária, Ashfield Boys High School, em Sydney. Mais a ideia de Angus tocar com o uniforme escolar veio de Margareth Young, irmã de Angus, tendo em vista que toda vez que o mesmo chegava da escola, a primeira coisa que fazia era ir direto ao seu quarto e tocar sua guitarra, sem nem mesmo antes tirar o uniforme.

### Eventos Recentes
O AC/DC segue em uma turnê mundial tocando músicas do novo disco de estúdio Rock Or Bust. A Rock Or Bust Tour já alcançou milhões de fãs. Angus ainda impressiona com seus solos extremamente rápidos e sua energética apresentação mesmo aos 60 anos de idade. Em uma entrevista a The Red Bulletin o guitarrista revelou como está seu status físico.
The Red Bulletin: Você tem 60 anos agora, mas continua soando como quando tinha 20. Como consegue fazer isso?
Angus - …sabe de uma coisa? Você sempre soa como você se sente. Eu não me sinto em nada com 60 anos. Quando estou tocando guitarra, sempre tenho 18 anos, da mesma forma como nos apresentamos pela primeira vez. Sou uma criança aprisionada em um corpo de adulto.
Angus prefere manter sua vida privada fora da mídia. Atualmente mora em Sydney, Austrália, e também tem uma residência em Aalten, Holanda (por ele ter uma casa na Holanda, ele está numa lista das 500 pessoas mais ricas desse país). É fato também, que se casou com sua esposa Ellen em 1980.
Em 24 de agosto de 2006, Angus recebeu "Kerrang! Magazine's Legend Award", do editor Paul Brannigan. Paul Brannigan considerou AC/DC como uma das bandas mais importantes da história do Rock. E Angus Young também já foi coroado como maior ícone do rock por uma revista inglesa.

## Equipamentos de Angus Young
Desde o início da banda até os dias atuais, Angus utiliza a guitarra Gibson SG. É muito raro vê-lo com outro modelo de guitarra. De todos os modos, ele tem centenas de SGs e uma ES335s. Em uma entrevista o técnico de som do AC/DC, Geoff Banks, revelou alguns detalhes sobre o equipamento que ele usa. 
Numa situação normal, digamos numa apresentação em uma arena, ele usa cerca de 8 ou 10 caixas Marshall 4×12 com alto-falantes Vintage 30 da Celestion. Nós usamos muitos amplificadores. Durante os ensaios antes da turnê fazemos uma revisão em todos os cabeçotes dele e pegamos aqueles que ele quer usar. Nós usamos 5 cabeçotes Marshall modelo 1959 de 100 watts. Durante a última turnê [“Ballbreaker”] nós selecionamos cerca de outros 20 cabeçotes para nos acompanhar caso houvesse algum problema.
Quando ele tocou "Rock Me Baby" com os Rolling Stones ele usou uma Gibson ES-335, usada pelo Keith Richards, essa é uma das poucas vezes que o vemos sem sua Gibson SG. Angus tem uma Gibson SG lendária de 1968, com os captadores T Tops. Outra Gibson SG é a de 1964 que ele usou para gravar o álbum Ballbreaker, tem captadores patenteados. Todas essas tem captadores Alnico 5 de high output com matched coils. Angus usa encordoamentos Ernie Ball há aproximadamente 40 anos.

## Amplificadores
Angus usou Marshalls: JTM45s, JTM50s, JMP50s e Superleads. Seu amplificador principal é o DDJ45, Costuma usá-lo ao vivo e em estúdio. Quando Young toca ao vivo, ele o usa através de uma caixa de isolação que fica sob o palco e alimenta diretamente o sistema de PA. No estúdio, Angus usa frequentemente 100w Marshall Plexi para riffs e um pequeno Plexi (jmp50, jtm50, ou jtm45) para solos. Sempre usou caixas Marshall 4x12 (modelo 1982 e de 1960) com Celestion G12H 30 watts (nas velhas gravações), Vintage 30s (nas novas gravações) e G12M 25 watts (em solos/overdubs on newer recordings). Ao vivo Angus disse para a Marshall que também usa o cabeçote de 1987 x 50 watts.
Ao ser perguntado como ele configura esses amplificadores, Geoff Banks respondeu:
Isso varia. Ele é um cara que quase nem usa equalizador (“presence”). O grave (“bass”) fica normalmente na metade, os médios (“mids”) ficam entre 3 ou 4, e o agudo (“treble”) geralmente fica no 5 ou 6. O volume entre 7 ou 8. No modelo 1959 não tem “pre-amp” ou “master volume”. Essas configurações num [amplificador Marshall] 1959 deixa o som muito alto. Então só usamos essa configuração em dois dos amps.
Os outros são regulados com uma configuração um pouco diferente devido às idiossincrasias dos amplificadores. Angus usa o canal 1. Nós usamos válvulas EL34 ou as versões da Groove Tubes do modelo, e válvulas para pré-amplificador da Groove Tubes modelo EC-383, que também é chamado de 12AX-7.

## Outros

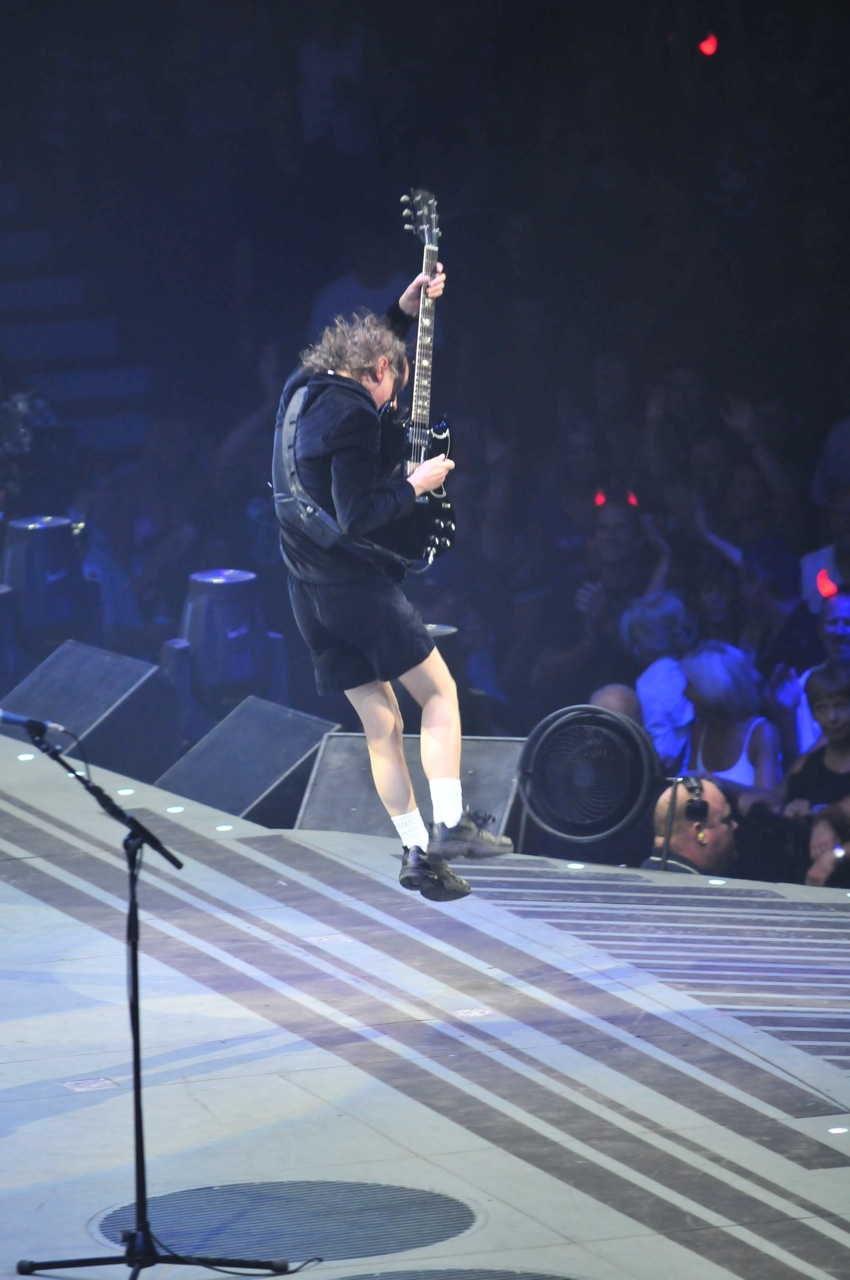
Angus Young fazendo o clássico pulo de conclusão de música.

Na maioria das listas sobre melhores guitarristas da história, Angus Young aparece entre os 10 primeiros. É considerado o melhor riffer de todos os tempos, seus riffs e solos pesados, massivos e extremamente rápidos o tornaram um dos melhores guitarristas da história.
O jeito energético de tocar de Angus foi influenciado por outros jovens guitarristas. Muitos dizem que a respeito de ser um grande fã de Chuck Berry, Angus "plagiou" o famoso 'passo' do seu ídolo, no qual efetua batidas com o calcanhar do pé no chão, enquanto saltita com o outro.
Seu trabalho com o AC/DC influênciou várias bandas, como principalmente o Def Leppard, até novos artistas como Ket And You and I (como fica exemplificado pela primeira música do quinto álbum desse artista: Ket and You and I). Angus cita como suas influências, Chuck Berry, Muddy Waters entre outros guitarristas de Rock/Blues.
Angus compõe atualmente todas as músicas do AC/DC. Angus admite ter um pouco de ajuda de seu irmão Malcolm em alguns solos como: "Back in Black" e "Hells Bells". Existia uma forte pressão da crítica por vários anos, que alegava que Angus e suas músicas do AC/DC tinham sempre a mesma batida e solos repetidos, sempre sendo parecido. A afirmação alega que o AC/DC gravou o mesmo álbum duas vezes, no documentário produzido pelo programa Behind The Music relata a humorada resposta do Angus sobre a crítica:
"Nós não gravamos o mesmo álbum duas vezes, nos gravamos o mesmo álbum 15 vezes"

## Discografia com AC/DC
- High Voltage (1975)
- T.N.T. (1975)
- High Voltage (1976)
- Dirty Deeds Done Dirt Cheap (1976)
- Let There Be Rock (1977)
- Powerage (1978)
- Highway to Hell (1979)
- Back in Black (1980)
- For Those About to Rock (We Salute You) (1981)
- Flick of the Switch (1983)
- Fly on the Wall(1985)
- Who Made Who (1986)
- Blow Up Your Video (1987)
- The Razors Edge (1990)
- Ballbreaker (1995)
- Stiff Upper Lip (2000)
- Black Ice (2008)
- Rock or Bust (2014)
- Power Up (2020)